# Estadio de la Academia Militar de El Cairo
El Estadio de la Academia Militar (en árabe: إستاد الكلية الحربية بالقاهرة al istad Kulliya-al-bil-Qahira Ḥarbīyah), es un estadio multiusos ubicado en la ciudad de El Cairo, Egipto. Fue construido en 1989 para el uso de clubes militares y estudiantes de la academia militar, posee una capacidad total de 22 000 espectadores.

## Características
Fue uno de los seis estadios que se utilizaron en la Copa Africana de Naciones 2006, celebrada en Egipto. En 2009, el estadio fue reconstruido y ahora hay capacidad aproximadamente para unos 65 000 espectadores. El estadio tiene una extensión de tejado pequeño que actúa como una cubierta para la tribuna principal. Es utilizado por los clubes Al-Ahly y Zamalek, cuando el Estadio Internacional de El Cairo no está disponible.